# Paula von Reznicek

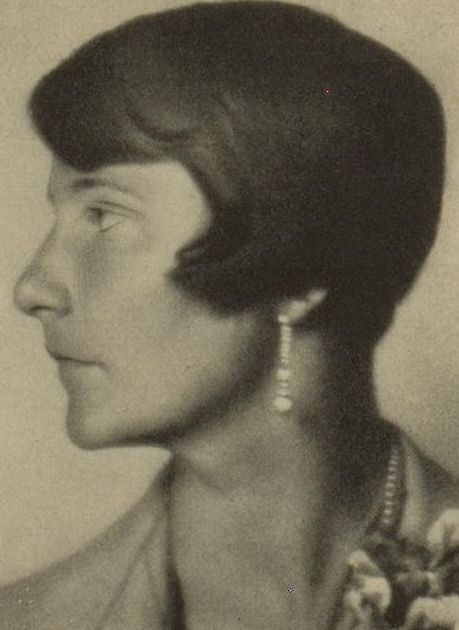
Paula von Reznicek, um 1927

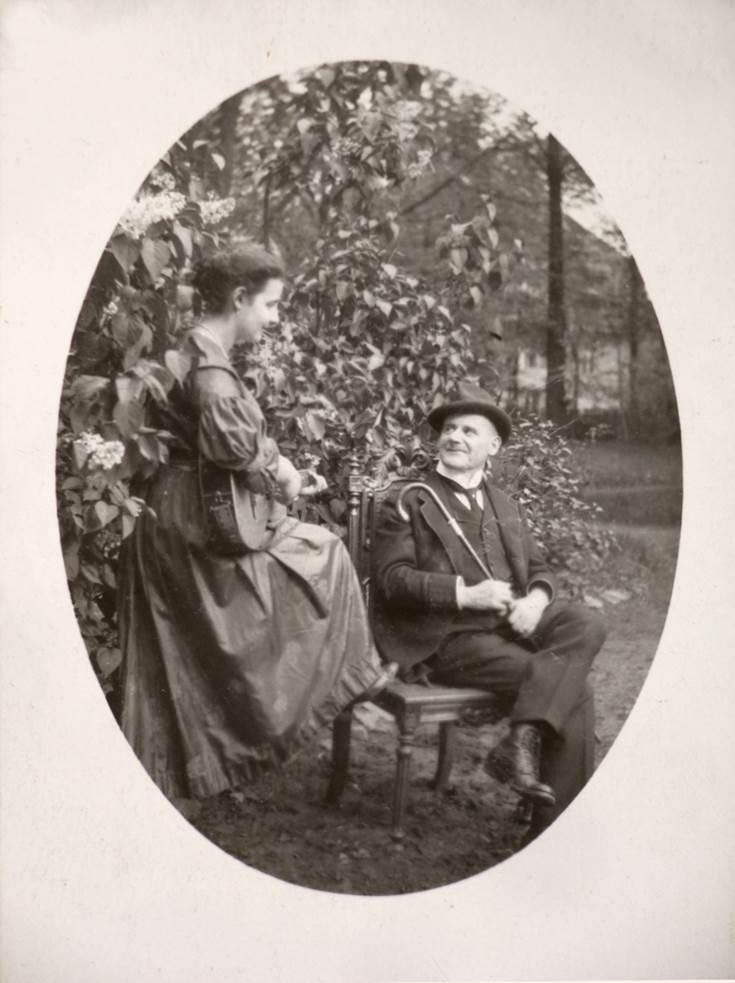
Paula mit ihrem Vater Georg Heimann etwa 1920

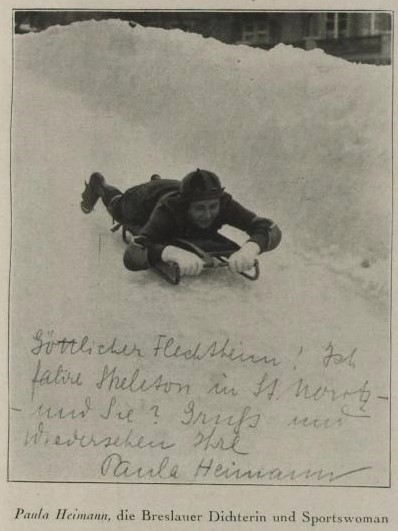
Paula Heimann, die Breslauer Dichterin und Sportswoman (1922). Mit Widmung für Alfred Flechtheim

Paula Stuck von Reznicek, geborene Paula Heimann (* 17. Oktober 1895 in Breslau; † 12. Oktober 1976 in München) war eine deutsche Tennisspielerin, Journalistin und Schriftstellerin.

## Leben
Paula Stuck von Reznicek war die Tochter des Bankiers und promovierten Juristen Georg Heimann und seiner Frau Valesca (Vally) Molinari, beide aus Breslau. Der Reichstagsabgeordnete Leo Molinari war ihr Großvater mütterlicherseits. Sie war in erster Ehe (1925 bis 1931) mit dem Sportjournalisten Burghard von Reznicek (1896–1971) verheiratet, Präsident des Deutschen Tanzsportverbandes DTV (1923/24), erster Sportreporter der Berliner Funk-Stunde und Träger der Johny-Rozendaal-Uhr (1965), und in zweiter Ehe von 1932 bis 1948 mit dem deutschen Rennfahrer Hans Stuck. Deshalb nannte sie sich Paula Stuck von Reznicek. Nach 1945 holte Erich Kästner sie nach München.
Paula von Reznicek gewann zwischen 1928 und 1939 knapp zwei Dutzend großer Tennistitel und stand in der Weltrangliste des Tennis (Nr. 8 im Jahr 1924). Sie gewann unter anderem 1929 die Internationalen Tennismeisterschaften von Deutschland. Nach ihrer Tenniskarriere war sie als Journalistin und Schriftstellerin tätig. So schrieb sie ausführlich über den Boxer Max Schmeling. Durch unzählige Reportagen brachte sie den Sport der Gesellschaft näher, nicht nur in Deutschland. Sie war Mitarbeiterin der Zeitschrift Die Dame.
Paulas zusammen mit ihrem ersten Ehemann Burghard verfasste Bücher Die perfekte Dame bzw. Der vollendete Adam gehören zur Anstands- und Benimmliteratur. Die Absicht war, den 1788 erstmals veröffentlichten Knigge auf die Verhältnisse der Weimarer Republik zu übertragen. Heute gilt diese Veröffentlichung in der Volkskunde als wichtige Quelle für das veränderte Selbstverständnis von Frauen nach dem Ersten Weltkrieg mit ihren (zumindest in bürgerlichen Schichten) Ansätzen zur Emanzipation, die auch von der zeitgenössischen Literatur (Bubikopf, Rauchen in der Öffentlichkeit, Frauensport) breit diskutiert wurde.
Paula Stuck von Reznicek war eine Person der Gesellschaft des öffentlichen Lebens, ganz besonders während ihrer Ehe mit Hans Stuck. Durch ihre erste Ehe war sie die Schwiegertochter des Komponisten Emil Nikolaus von Reznicek. Diesem diente sie als Vorbild für die Milliardärstochter Gladys Thunderbolt, der modernen Erscheinung der Circe und Hauptperson seiner Oper Benzin (1929).
Nach den Olympischen Sommerspielen 1936 in Berlin wurden auch bekannte Juden wie Paula Stuck zunehmend diskriminiert. 1938 veröffentlichte sie den Roman Viermal Liebe. Sie überlebte den Zweiten Weltkrieg, indem sie für die Wehrmacht die Truppenbetreuungs-Redeeinsätze ihres Mannes organisierte.
Die Frankfurter Allgemeine Zeitung schrieb in ihrem Nachruf auf Paula Stuck von Reznicek:

„Am liebsten mochte sie Geschichten erzählen. Zum Beispiel, wie ihr der Mafia-Boss Lucky Luciano in Paris ein teures Armband kaufte und sie nicht wusste, wer dieser neue Verehrer denn ist. Oder wie sie der Mutter der Konkurrentin Cilly Aussem eine Ohrfeige verpasste, weil diese behauptet hatte, sie habe den bösen Blick. ‚Ich habe ihr eine geklebt‘, erzählte Paula. Oder ihre Standesamtsszene, als der Flieger Ernst Udet – vom Polterabend noch reichlich übernächtigt – vor dem Beamten als Trauzeuge einschlief und dann, plötzlich geweckt, angesichts des mit feierlich-grünem Filz bespannten Tisches rief: ‚Wer gibt?‘ Paula war eine respektlose Person mit quickem Geist und quicker Zunge.“

## Aktivitäten im Tennisklub Rot-Weiß Berlin
Paula Stuck wurde am 31. Januar 1933 neben Prinz Max zu Schaumburg-Lippe und Freiherr Gottfried von Cramm in den Klubausschuss gewählt. Der jüdische Verleger Rudolf Ullstein, der Gründungsmitglied des Lawn-Tennis-Turnier-Clubs „Rot-Weiß“ gewesen war, wurde am 31. Januar 1933 als Vorsitzender wiedergewählt, legte aber am 17. Februar 1933 dieses Amt nieder und wurde einstimmig zum Ehrenmitglied ernannt (weitere prominente Ehrenmitglieder waren König Gustav von Schweden, preußische Kronprinzen, Prinzessinnen und der Großherzog Friedrich Franz von Mecklenburg). Neuer Vorsitzender wurde der neu eingetretene Bodo Graf von Alvensleben-Neugattersleben, dem es gelang, Franz von Papen, neuer Vizekanzler im Kabinett Hitler, für das repräsentative Amt des Klubpräsidenten zu gewinnen.
Die prominente jüdische Tennisspielerin Nelly Neppach beging in der Nacht vom 7. auf den 8. Mai 1933 Suizid. In den Klubnachrichten Rot-Weiß Juni/Juli 1933 erschien ein von Paula Stuck verfasster persönlich gehaltener Nachruf für Neppach. Vielleicht war dieser Nachruf auch durch die Wiener Erklärung des Deutschen Olympischen Ausschusses vor dem Internationalen Olympischen Komitee (IOC) vom 5. Juni 1933 möglich geworden, wonach deutsche Juden nicht aus der deutschen Mannschaft für die XI. Olympischen Spiele (1936 in Berlin) ausgeschlossen werden (was nicht eingehalten wurde).

## Werke
- Auferstehung der Dame, 1928[5]
- Die perfekte Dame, 1928
- Der vollendete Adam, 1928 (gemeinsam mit Burghard von Reznicek)
- Was Sie wissen wollen, gnädige Frau, 1931
- 4 x Liebe, 1937
- Frauen sind komisch, 1938
- 1:0 für ihn?, 1947
- Liebe im Quadrat, 1948
- Gottfried von Cramm. Der Gentleman von Wimbledon, 1949
- Auch Du bist schön. Ein Handbuch für die gepflegte Dame, 1953
- Liebe am Lido, 1963
- Tennis Faszination, 1969
- Königslegende
- Kriegslegende
- Gott und das Herz
- Wiener Chronik
- Verlorene Heimat
- Gesammelte Werke